# Visita del papa Francisco a Bolivia
La visita del papa Francisco a Bolivia, realizada del 8 al 10 de julio de 2015, fue el primer viaje del papa Francisco a Bolivia, y la segunda vez que un papa viaja a ese país, tras la visita de Juan Pablo II en 1988. Esta visita fue parte de su gira latinoamericana de 2015, en la cual visitó también Ecuador y Paraguay.

## Desarrollo de la visita
El 8 de julio, el papa Francisco fue recibido por el presidente Evo Morales en el Aeropuerto Internacional El Alto, cerca de La Paz. En su discurso después de la llegada, el papa declaró: "Bolivia está dando pasos importantes hacia la inclusión de amplios sectores en la vida económica, social y política del país. Su constitución reconoce los derechos de las personas, las minorías y el medio ambiente, y provee a las instituciones de medios para promoverlos".

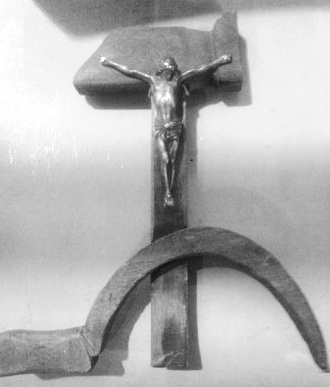
El «crucifijo comunista» que Luis Espinal talló en los años setenta. Una réplica de este crucifijo le fue regalada al papa Francisco

Más tarde, durante la reunión en el Palacio de Gobierno, Morales otorgó al papa Francisco la más alta condecoración estatal boliviana, la Gran Cruz de la Orden del Cóndor de los Andes y la condecoración Luis Espinal Camps, llamada así en honor a un sacerdote jesuita y activista conocido por su compromiso con las personas desfavorecidas del país, que fue asesinado por las fuerzas paramilitares en marzo de 1980 por su defensa de ellas. También presentó al pontífice un crucifijo en forma de martillo y hoz, que forman el símbolo del Partido comunista, que explicó que había sido una forma creada por Espinal mismo en sus esfuerzos por identificarse con los pobres oprimidos de ese país. Este regalo resultó inmediatamente polémico.
Antes de ir al palacio de gobierno, el papa también oró en el lugar cercano a La Paz donde se encontró el cadáver de este sacerdote jesuita asesinado y en esta ocasión resaltó su predicación del Evangelio.
El papa Francisco visitó también la Catedral de La Paz, donde instó a usar un diálogo franco entre países hermanos y evitar los conflictos en alusión a la disputa marítima entre Bolivia y Chile. "Estoy pensando en el mar. Diálogo, diálogo", dijo a los presentes en la catedral de La Paz. Después de la misa en la Catedral de La Paz, el papa Francisco se dirigió a Santa Cruz de la Sierra.
El 9 de julio, el papa Francisco celebró la misa en Santa Cruz de la Sierra, vinculada con la apertura del Quinto Congreso Eucarístico Nacional. También asistió al Encuentro Mundial de Movimientos Populares, que tuvo lugar en Santa Cruz de la Sierra. Este evento reunió a delegados de movimientos populares de todo el mundo y allí también participó el presidente de Bolivia Evo Morales. El papa Francisco expresó en su discurso sobre este evento su solidaridad con los movimientos populares reunidos y sus esfuerzos. En este mismo evento, Francisco lanzó un histórico pedido de perdón en nombre de la Iglesia católica por los crímenes cometidos contra los indígenas hace más de 500 años. "Quiero decirles, quiero ser muy claro, como lo fue San Juan Pablo II: pido humildemente perdón, no solo por las ofensas de la propia Iglesia sino por los crímenes contra los pueblos originarios durante la llamada conquista de América", dijo el papa ante una multitud que lo aplaudió con emoción.
En su último acto en suelo boliviano, Francisco visitó a los reclusos de la cárcel de máxima seguridad de Palmasola, en Santa Cruz, donde pidió a los administradores de los recintos penitenciarios dejar “la lógica de buenos y malos” e instó a los reclusos a no perder la esperanza y apoyarse en la oración para volver a empezar.
El 10 de julio, el papa Francisco terminó su visita a Bolivia, dirigiéndose a Paraguay.